# Isola Stuart (Alaska)
Stuart, chiamata dagli eschimesi Kikhtaknak, è un'isola che si trova nella parte sud-est della baia di Norton Sound in Alaska (USA), nel mare di Bering. L'isola non ha una popolazione permanente ma si trova a poca distanza dalla costa e dalla località di Stebbins. Su Stuart vive un nutrito branco di renne.

## Storia
Registrata il 18 settembre 1778 con il nome di Stuart Island dal capitano James Cook e con il suo nome eschimese Kikhtaknak dal tenente Gavriil Andreevič Saryčev della Marina imperiale russa (1826).